# Willem Laure
Willem Laure (La Trinité, 28 novembre 1976) è un ex cestista francese.